# Raiffeisen Bank Albania
Die Raiffeisen Bank Albania ist ein Tochterunternehmen der österreichischen Raiffeisen Bank International AG und mit 91 Geschäftsstellen (Stand: 2015) das größte Finanzdienstleistungsunternehmen Albaniens. Die Bank zählt rund 613.000 Kunden (Stand: 2010).

## Geschichte
Raiffeisen International erwarb im April 2004 sämtliche Anteile der staatlichen Banka e Kursimeve für 126 Millionen US-Dollar. Die Banka e Kursimeve war die größte Bank des Landes; 2002 hatte sie nach der Bilanzsumme einen Marktanteil von 56 %, gemessen an den Einlagen von 63 %. Das Institut wurde im Oktober 2004 in Raiffeisen Bank umbenannt. Als Logo wird dasjenige der Raiffeisen Zentralbank Österreich verwendet. 2006 wurde mit Raiffeisen Leasing Sh.a. eine Tochtergesellschaft für Leasing-Geschäfte gegründet. 

## Geschäftsbereiche

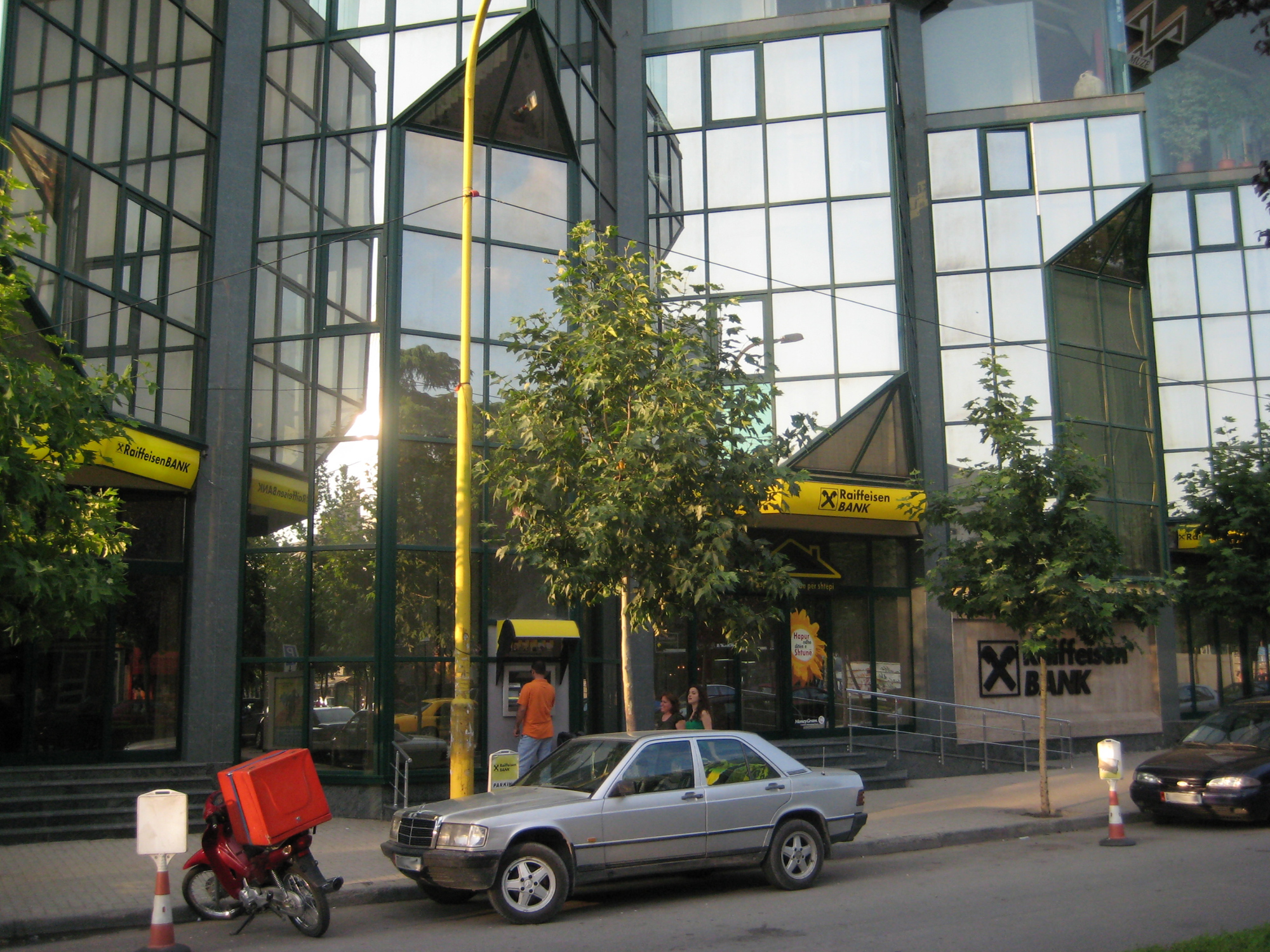
Raiffeisen-Geschäftsstelle in Tirana

Die Bank bietet Dienstleistungen für Privatkunden, kleine und mittlere Unternehmen sowie Firmenkunden an. Seit der Übernahme wurden zusätzliche Produkte und Dienstleistungen – beginnend mit Geldautomaten und Debitkarten – eingeführt. Das Unternehmen durfte in den Jahren vor der Privatisierung kein Kreditgeschäft betreiben. Das wieder aufgebaute Geschäftsbereich erreichte zu Ende des Jahres 2011 ein Kreditvolumen von fast einer Milliarde Euro (134.922 Millionen Lek).
Raiffeisen Bank Albania verwaltete Ende 2011 Vermögen von über zwei Milliarden Euro (322.854 Millionen Lek).
Von den 1471 Mitarbeitern im Jahr 2011 waren fast drei Viertel weiblich.